# Fernando Mondadori
Fernando Antônio Granjo Mondadori (Salvador, 17 de junho de 1982) é um engenheiro civil e analista de sistemas, especialista em planejamento e gerenciamento de projetos. Foi secretário municipal de planejamento na cidade de Caxias do Sul, no Rio Grande do Sul, de 2017 até 2019 na gestão do prefeito Daniel Guerra.
Mondadori é certificado como Project Management Professional (PMP) pelo Project Management Institute e foi gerente de projetos na Petrobras onde atuou por 12 anos, participando de importantes projetos de expansão da empresa entre 2003 e 2015. Entre eles se destacaram a construção da nova Refinaria Abreu e Lima no nordeste Brasileiro, entre 2010 e 2015, plataforma de exploração e produção do Pré-Sal P-68, ampliação da REVAP, REDUC e REGAP, entre 2004 e 2008, REPLAN em Campinas, entre 2008 e 2010, além de outras refinarias do sul do país.
Em primeiro de janeiro de 2017 foi convidado para assumir a Secretaria de Planejamento de Caxias do Sul como parte da iniciativa de plataforma de renovação administrativa e profissionalização do setor público proposta pelo prefeito eleito Daniel Guerra em 2016.
Durante os 3 anos de governo se destacou no cargo por importantes projetos de desenvolvimento regional e pela nova concepção de cidade que implementou durante a gestão.
Logo que assumiu o cargo chamou a atenção da imprensa local, por barrar o reajuste tarifário da concessionária de transporte público junto ao Conselho de Trânsito pela ausência de desequilíbrio econômico-financeiro no contrato. Ainda em 2017 ele apresentou a Câmara de Vereadores o primeiro Plano Municipal de Saneamento de Caxias do Sul  com 72 metas previstas até 2037, incluindo a instalação de 300 quilômetros de rede separadora de esgoto e a modernização de Estações de Tratamento de Água.
Elaborou em 2017 um novo plano diretor chamado Plano Diretor de Desenvolvimento Integrado que se destacou pela visão de cidade compacta e sustentável e também pela implantação de um modelo de zoneamento que considerava alta, média e baixa densidade. 
Enquanto Secretário do Planejamento focou a maioria dos projetos no desenvolvimento de Infraestrutura Regional, implantando o PDI-II - Programa de Desenvolvimento de Infraestrutura para o desenvolvimento do turismo no interior do município e o agronegócio que considerava a pavimentação de quase 70 km de estradas; 
Em 2019 obteve projeção no estado do Rio Grande do Sul quando conquistou o importante investimento de mais de R$ 200 milhões para a construção novo Aeroporto da Serra Gaúcha para atender Caxias do Sul, Gramado, Canela e mais 50 municípios da região; 

Esta projeção lhe rendeu um mal estar junto o Governador Eduardo Leite    e o secretário extraordinário de Parcerias do Rio Grande do Sul
Fernando Mondadori também foi eleito por unanimidade em 2017, presidente do Conselho Municipal de Planejamento e foi vice-presidente do Conselho Curador da Universidade de Caxias do Sul, atuou em ambos por 2 anos.